# Steenrijen van Kounov

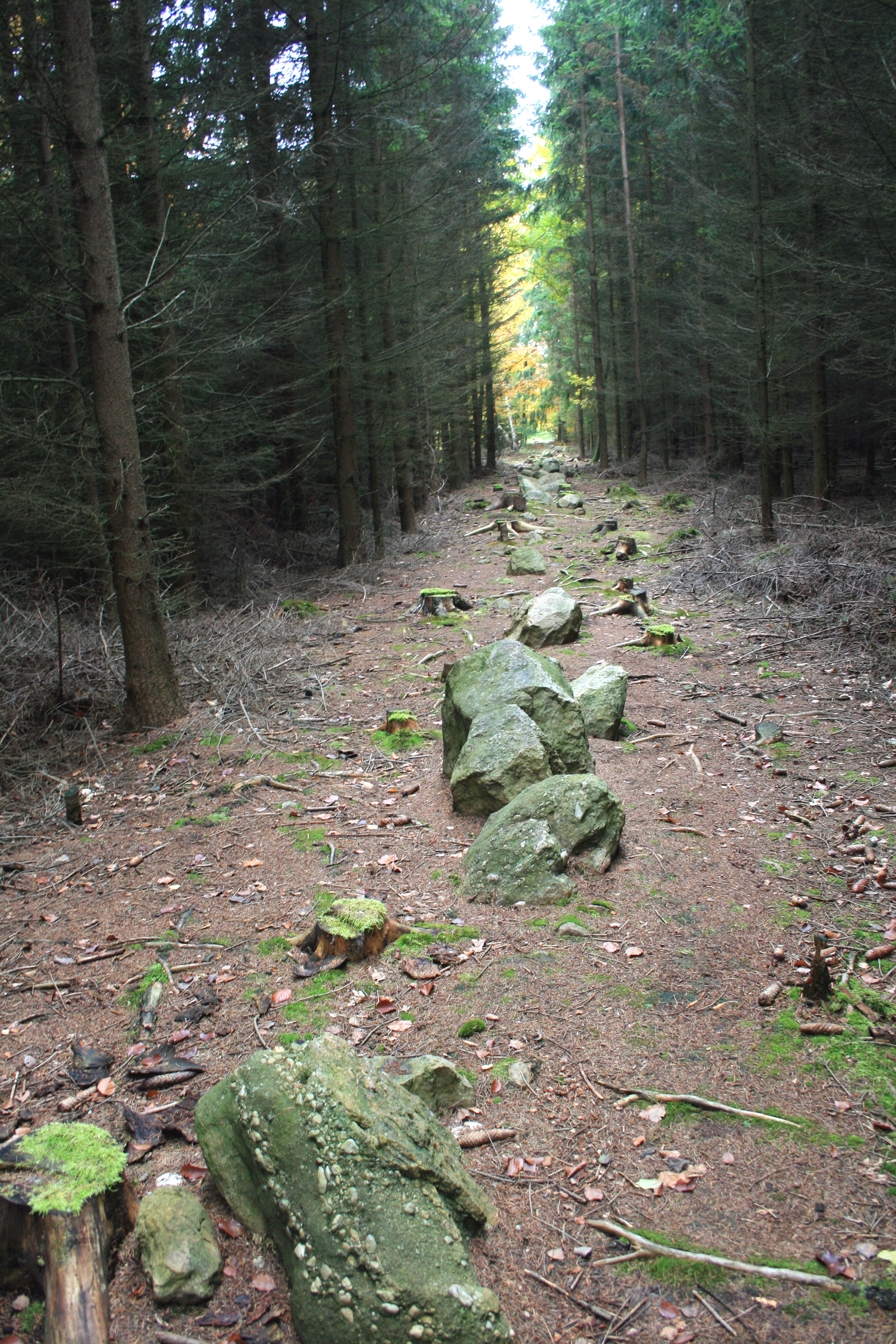
Een van de best bewaarde delen

De steenrijen van Kounov zijn gelegen in Natuurpark Džbán bij Kounov. De stenen zijn waarschijnlijk prehistorisch (uit het neolithicum) en werden ofwel gebruikt voor de verering van goden, dan wel als afbakening van akkers, maar er zijn ook andere verklaringen geopperd. De stenen zijn sinds 1976 beschermd cultureel erfgoed.

## Beschrijving

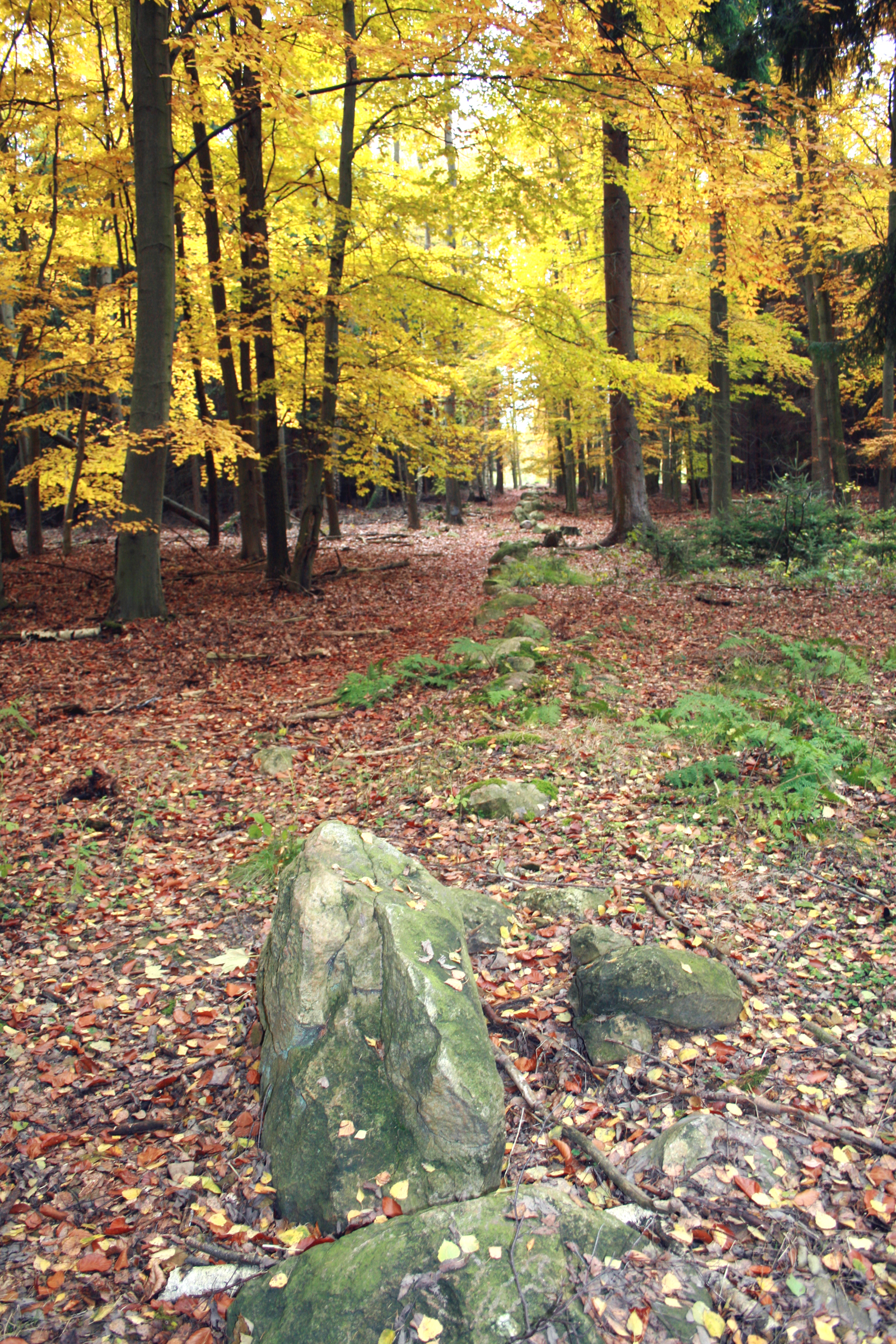
Een van de steenrijen

Het terrein waarop de steenrijen liggen is ongeveer 11 hectare groot en bestaat uit bos, gras en struikgewassen. Er zijn 14 onvolledige steenrijen - parallel aan elkaar - te vinden, elk bestaande uit meer dan tweeduizend onbewerkte stenen. Volgens historici Jaroslav Helšus en Antonín Hluštík waren er begin jaren tachtig van de 20e eeuw in totaal 2240 stenen. De stenen zijn van het type kwartsiet en bevatten een hoog gehalte siliciumdioxide. Ze zijn gevormd door secundaire consolidatie van paleogeen zand en grind tijdens het eoceen en oligoceen. De rijen liggen bijna precies op een lijn van noord naar zuid. De onderlinge afstand is onregelmatig, variërend van 11 tot 18 meter. De lengte van de rijen varieert van 50 tot 350 m en de stenen zijn maximaal 60 cm hoog.
Het terrein wordt doorkruist door een bosweg. Een van de keien, Pegasus genaamd, ligt in het zuidwestelijke deel van de site tussen de tweede en de derde rij. De kei met de naam Gibbon (ook wel: Gibbon I) ligt in het noordoosten van de site, in het gebied achter de laatste rij. Een andere steen, Gibbon II genaamd, bevat een natuurlijke verzinking aan de bovenkant en is (daardoor) in gebruik als voederbak voor wild. Op het veld ten oosten van de rijen liggen twee afzonderlijke rotsblokken waarvan gezegd wordt dat ze van elders afkomstig zijn. Deze rotsblokken zijn van het type menhir. In de bossen onder de noordelijke helling liggen veel kwartsieten, dus van hetzelfde type stenen als die in de rijen. De stenen in rij 12 werden geplaatst in een 30 cm diepe greppel.
Vergelijkbare, doch minder goed bewaarde, steenrijen zijn te vinden in Nečemice en Kluček. De steenrijen van Nečemice zijn door mensen aangelegd en van onbekende datering. De stenen aldaar zijn waarschijnlijk geplaatst om landbouwgrenzen af te bakenen.

## Onderzoeksgeschiedenis

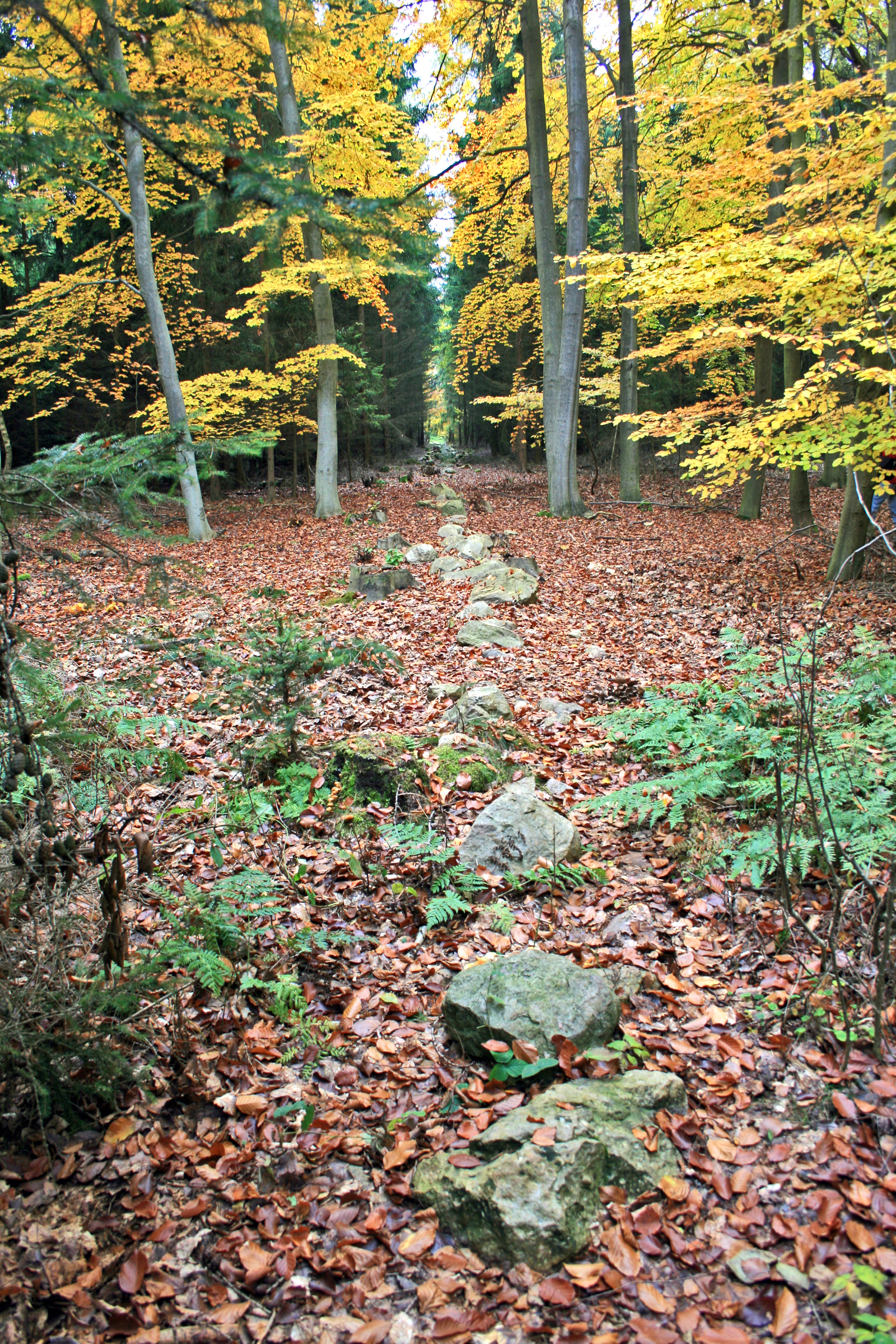
Een van de steenrijen tussen de bomen

De ontdekker van de stenen, dat wil zeggen degene die ontdekte dat ze in rijen waren geplaatst en van mogelijk historisch belang waren, was Antonín Patejdl, een leraar uit Kounov. In 1934 onderzocht hij de rijen, voerde metingen uit en bracht ze onder de aandacht van archeologen en het Tsjechische monumentenfonds. Na het onderzoek publiceerde hij een eerste verslag over de steenrijen dat werd uitgebracht door het regionale museum van Žatec. In het verslag beschreef Patejdl de steenrijen als een uniek prehistorisch bouwwerk, niet alleen in Tsjechië, maar in heel Midden-Europa. De stenen dateerde hij als afkomstig uit de vroege ijzertijd van Tsjechië. Ook stelde hij vast dat er tot minstens het einde van de 19e eeuw nog een ander bijzonder bouwwerk was, namelijk een volledige steencirkel met onduidelijk gebruiksdoel met een straal van vijf meter. In februari 1937 publiceerde Josef Korelus de resultaten van opgravingen nabij de stenen. De opgravingen werden verricht door het museum in Žatec.
Na het initiële onderzoek bleef het lang stil. Pas in 1973 werd er weer onderzoek gedaan naar de steenrijen van Kounov-reeks. Aanvankelijk waren het alleen amateurs en kinderen onder leiding van de Volkssterrenwacht in Rokycany). Deze jonge onderzoekers, onder leiding van natuurkundeleraar Jaroslav Brejcha, onderzochten en heroriënteerden de steenrijen tijdens de zomerexpedities voor onderzoek in 1973-1975. Zij vonden tevens de twee grootste stenen in de en gaven ze de namen Pegasus en Gibbon. In de bossen onder de noordelijke helling liggen veel kwartsieten, dus van hetzelfde type stenen als die in de rijen. De grootste van de stenen, Gibbon, weegt ongeveer zes ton en is vernoemd naar de Gouden Gibbon, een prijs die in 1974 door de redactie van het radioprogramma Meteor werd toegekend aan jonge onderzoekers uit Rokycany voor hun opgravingen. Uiteindelijk wisten de mensen uit Rokycany de archeologische belangstelling voor de site weer aan te wakkeren, vooral toen ze ook in de media deelden dat er niet-duurzame houtkap zou gaan plaatsvinden.
In 1976 werd een kleine archeologische opgraving uitgevoerd onder leiding van Emilia Pleslova-Stiková en Jiří Waldhauser. Het onderzoek leverde geen grote ontdekkingen of bevindingen op. Wel werden onder de stenen sporen gevonden van ploegen, parallel aan de rijen; deze konden echter niet worden gedateerd. Ook werden enkele middeleeuwse en moderne aardewerkfragmenten gevonden. In 1977 werden magnetometrische metingen verricht. Er werden enkele onregelmatigheden ontdekt, maar niet van dusdanige omvang dat ze konden worden onderzocht.
In de jaren tachtig van de 20e eeuw werd het onderzoek van de steenrijen voortgezet door amateuronderzoeker Jaroslav Helšus. Het resultaat van zijn werk leidde tot de eerste uitgebreide populair-wetenschappelijke publicatie over de steenrijen van Kounov, Kamenné otazníky aneb Megality v Čechách (1991), die hij samen met geoloog Antonín Hluštík schreef.
In 1996 werden in het gebied van de rijen monsters genomen voor pollenanalyse door palynoloog Vlasta Jankovská. Volgens haar resultaten was het plateau ontbost en werd het gebruikt voor landbouw ten tijde van de afzetting van de stuifmeelkorrels. De teelt van rogge, tarwe en het voorkomen van typische onkruiden, zoals schapenzuring en andere soorten die typisch zijn voor door de mens, werd bevestigd. In de jongere fase van de stuifmeelkorrelafzetting nam het aandeel bos toe en het aandeel landbouwgebieden af. Het was niet mogelijk om de datering van de stuifmeelafzetting te bepalen, noch wanneer de steenrijen aangelegd of gevormd zijn.
In 1998 is met behulp van moleculaire elementvorming gezocht naar tektonische breuken rond de Pegasuskei. Uit de metingen bleek dat de breuken in de richting van de steenrijen lopen (noord-zuid) en vervolgens oost-west en noordoost-zuidoost, en elkaar ongeveer ter hoogte van de Pegasuskei kruisen. Er is daardoor een mogelijk verband tussen de richting van de tektonische breuken en de richting van de steenrijen.
In 2005-2006 werden enkele bomenrijen langs de stenen gekapt.

## Verklaringen

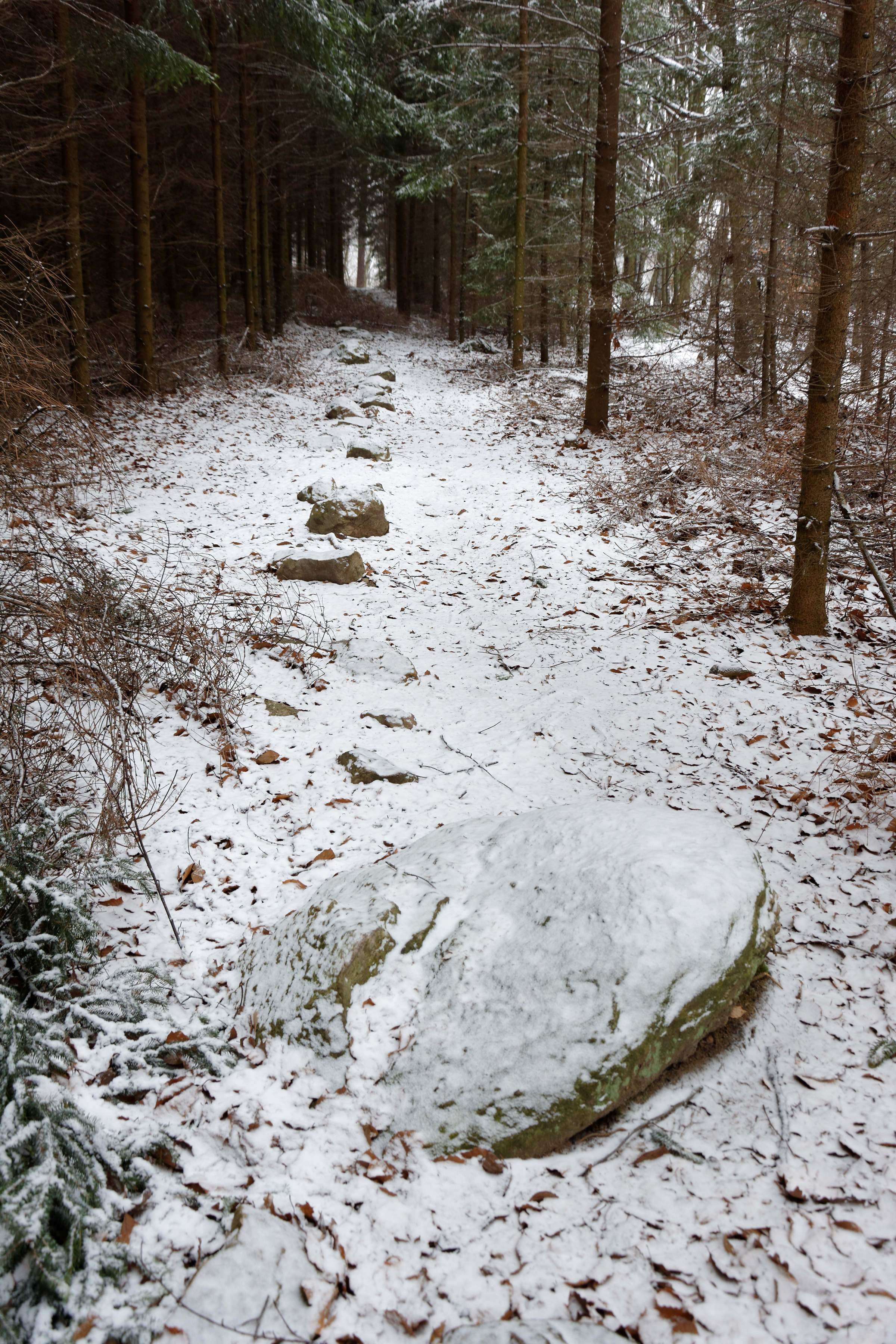
Een van de steenrijen in de winter

Verschillende studies hebben tot verschillende mogelijke herkomsten van de stenen geleid. Ze zouden gevormd en geplaatst kunnen zijn in de prehistorie, middeleeuwen of na de middeleeuwen. Hun mogelijke prehistorische doel is onduidelijk, maar in latere perioden kunnen ze gediend hebben als grenzen van landbouwgrond. Archeoloog Karel Sklenář verwierp de theorie dat de stenen van prehistorische oorsprong zouden kunnen zijn. Archeoloog Jiří Neustupný suggereerde in eerste instantie dat de stenen prehistorische sporen bevatten, maar kwam daar later op terug.
Een steeds terugkerende theorie met betrekking tot prehistorische datering is dat de lijnen tussen bepaalde prominente stenen - geprojecteerd op de horizon - mogelijk de positie aangeven van bepaalde hemellichamen (onder meer de zon, maan en polaris) op belangrijke dagen van het jaar en dus als prehistorisch observatorium of kalender kunnen hebben gediend. Volgens de resultaten van metingen door Jaroslav Helšus in 2001 en 2002 wijzen de voormalige steenrijen bij Klučko, de resten van de rijen bij Nečemice I en II en de rij bij het dorp Kounov naar één punt: het dorp Lipno.
In het verleden werd ook gedacht dat het menhirs waren, maar dat bleek onwaarschijnlijk daar de stenen die vlak zijn en niet ver genoeg uit de grond steken. Er zijn mogelijk wel menhirs in de omgeving geweest, maar die zijn niet bewaard gebleven.
In tegenstelling tot andere Europese monumenten met megalieten is er in de steenrijen van Kounov geen eenduidige vorm te herkennen in de stenen en zijn ze ook niet regelmatig geplaatst. Ook zijn de stenen waarschijnlijk van lokale herkomst.

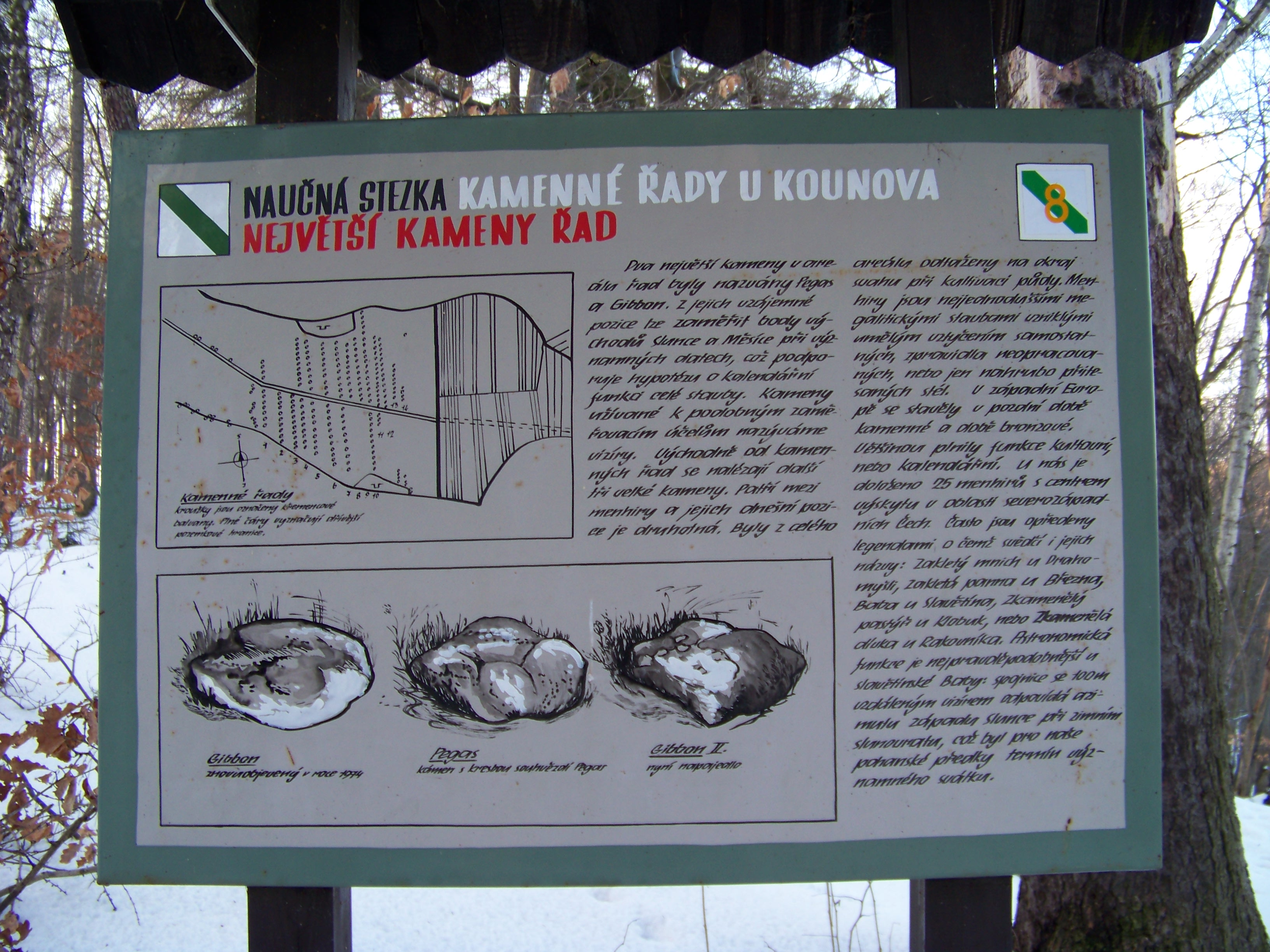
Informatiebord langs het pad

## Natuurpad
Het eerste ontwerp van een natuurpad langs de steenrijen dateert uit de jaren 70 van de 20e eeuw en was puur gericht op de historische kenmerken van de site. Dit plan werd echter niet uitgevoerd. In 1986 werd een nieuw plan gemaakt, waarin langs het pad ook de geschiedenis van de omliggende natuur en natuurbehoud zou worden behandeld. Dit pad werd in juni 1987 geopend en begint bij het station van Mutějovice.